# Danny Irmen
Danny Irmen (* 6. September 1984 in Fargo, North Dakota) ist ein US-amerikanischer Eishockeyspieler, der zuletzt beim ERC Ingolstadt in der Deutschen Eishockey Liga spielte.

## Karriere
Danny Irmen begann seine Karriere als Eishockeyspieler bei den Lincoln Stars, für die er von 2001 bis 2003 in der Juniorenliga United States Hockey League aktiv war. In der Saison 2002/03 gewann er mit seiner Mannschaft den Clark Cup, den Meistertitel der USHL. Zudem wurde er zum Most Valuable Player der Playoffs ernannt und in das zweite All-Star Team der Liga gewählt. Anschließend wurde der Flügelspieler im NHL Entry Draft 2003 in der dritten Runde als insgesamt 78. Spieler von den Minnesota Wild ausgewählt. Zunächst besuchte er jedoch drei Jahre lang die University of Minnesota, für deren Eishockeymannschaft er parallel in der National Collegiate Athletic Association spielte. Mit seiner Universitätsmannschaft gewann er 2004 die Meisterschaft der Western Collegiate Hockey Association. 
Gegen Ende der Saison 2005/06 gab Irmen für die Houston Aeros, das Farmteam der Minnesota Wild, sein Debüt im professionellen Eishockey, als er in insgesamt elf Spielen in der American Hockey League zwei Tore vorbereitete. Auch in den folgenden vier Jahren spielte er fast ausschließlich für die Houston Aeros in der AHL. Einzig in der Saison 2009/10 bestritt er zwei Spiele für die Minnesota Wild in der National Hockey League, in denen er punkt- und straflos blieb. Die Saison 2010/11 verbrachte der US-Amerikaner beim HC Bozen in der italienischen Serie A1. Danach wurde er für die folgende Spielzeit vom EHC Linz aus der Österreichischen Eishockey-Liga verpflichtet und gewann mit den Black Wings die Österreichische Meisterschaft.
Im März 2013 wechselte Irmen zum HC Thurgau in die Schweizer National League B. Nach zwei Spielzeiten dort, in denen er insgesamt 82 Scorerpunkte erzielte, nahm der ERC Ingolstadt aus der Deutschen Eishockey Liga den Rechtsschützen im Mai 2015 unter Vertrag.

## Erfolge und Auszeichnungen
- 2003 Clark-Cup-Gewinn mit den Lincoln Stars
- 2003 USHL Second All-Star Team
- 2003 MVP der USHL-Playoffs
- 2004 Broadmoor-Trophy-Gewinn mit der University of Minnesota
- 2012 Österreichischer Meister mit dem EHC Linz

## Karrierestatistik
(Legende zur Spielerstatistik: Sp oder GP = absolvierte Spiele; T oder G = erzielte Tore; V oder A = erzielte Assists; Pkt oder Pts = erzielte Scorerpunkte; SM oder PIM = erhaltene Strafminuten; +/− = Plus/Minus-Bilanz; PP = erzielte Überzahltore; SH = erzielte Unterzahltore; GW = erzielte Siegtore; 1 Play-downs/Relegation; Kursiv: Statistik nicht vollständig)